# 小田井站
小田井站（日语：／ Otai eki */?）是位於愛知縣名古屋市西區八筋町，屬於東海交通事業城北線的鐵路車站。

## 車站構造
本站為島式月台1面2線的高架車站和無人站。

### 月台配置
| 月台 | 路線     | 方向 | 目的地     |
| ---- | -------- | ---- | ---------- |
| 1    | 〓城北線 | 下行 | 勝川方向   |
| 2    | 〓城北線 | 上行 | 枇杷島方向 |

## 相鄰車站
東海交通事業
城北線
比良－小田井－尾張星之宮